# Samseung-myeon
Samseung-myeon (koreanska: 삼승면) är en socken i kommunen Boeun-gun i provinsen Norra Chungcheong i den centrala delen av Sydkorea, 140 km sydost om huvudstaden Seoul.